# NGC 3014
NGC 3014 ist eine Balken-Spiralgalaxie vom Hubble-Typ SBbc im Sternbild Sextant am Südsternhimmel. Sie ist schätzungsweise 274 Millionen Lichtjahre von der Milchstraße entfernt.
Das Objekt wurde am 19. Februar 1830 von John Herschel entdeckt.